# Humań

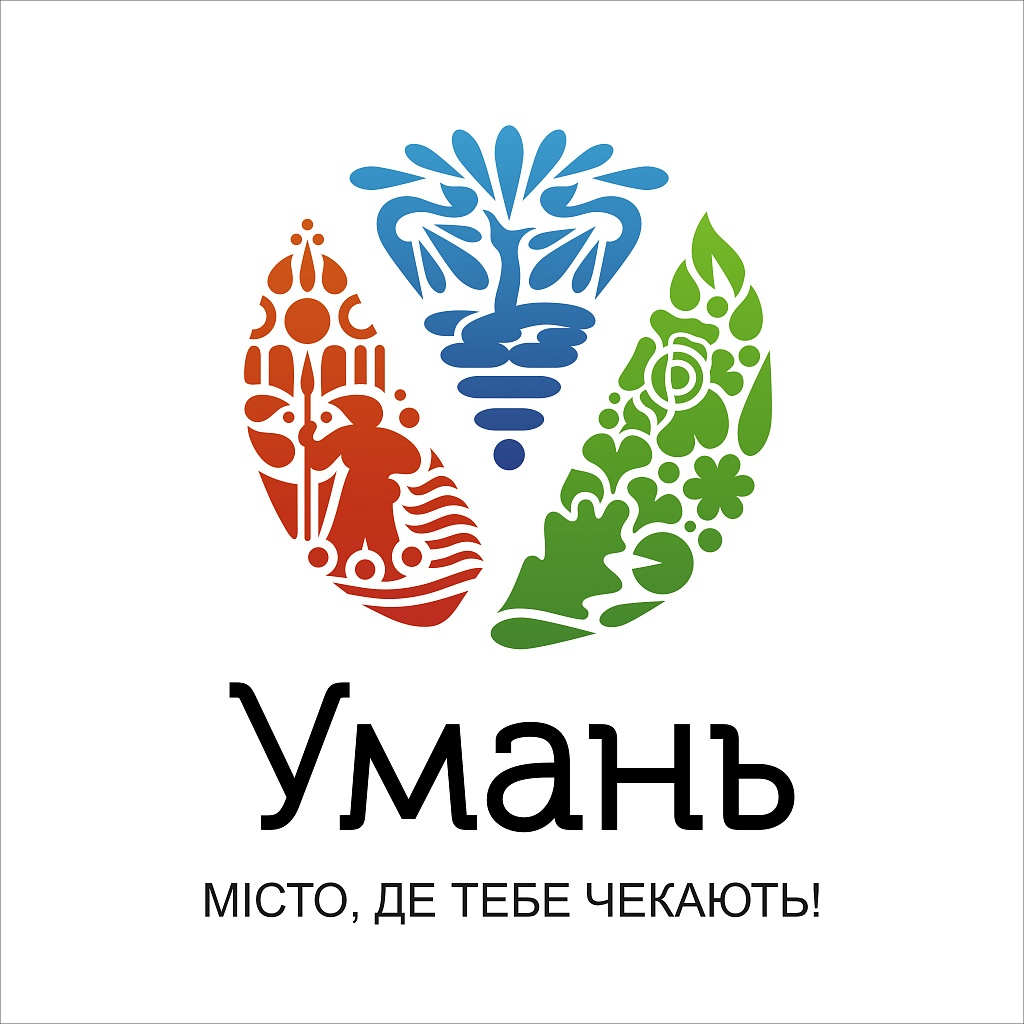
Logo promocyjne miasta

Humań (ukr. Умань, Umań) – miasto na Ukrainie, w obwodzie czerkaskim, nad Umanką (dorzecze Bohu), siedziba administracyjna rejonu humańskiego.
Ośrodek przemysłu maszynowego, materiałów budowlanych i spożywczego; węzeł drogowy. W mieście znajdują się dwie szkoły wyższe i muzeum.

## Historia

### W Koronie Królestwa Polskiego
W czasach I Rzeczypospolitej Humań przynależał administracyjnie do województwa bracławskiego prowincji małopolskiej Korony Królestwa Polskiego. W 1569 hetman Roman Sanguszko odniósł pod Humaniem zwycięstwo nad Tatarami. W 1609 król Polski Zygmunt III Waza nadał Humań Walentemu Aleksandrowi Kalinowskiemu, określając w dokumencie to miejsce jako pustynią pewną „Umań” zwaną, w S[taro]stwie bracławskim leżącą, iako w uroczyskach swych to przezwisko pustyni się zawiera. Tutejszy zamek w XVII w. był jedną z najsilniejszych polskich twierdz wschodniego Podola. Zlokalizowany w pobliżu czarnego szlaku, stanowił posiadłość rodu Kalinowskich i był zdobywany kilkakrotnie przez Kozaków. W latach 1672–1699 Humań znajdował się przejściowo we władaniu Imperium Osmańskiego. W XVIII w. stanowił część rozległych posiadłości Potockich na wschodnim Podolu. Humań został wówczas przez Stanisława Kostkę Ortyńskiego połączony traktem z położonym na zachodzie województwa Brahiłowem. W 1748 Franciszek Salezy Potocki ufundował budowę nowego drewnianego kościoła katolickiego. W 1768 podczas koliszczyzny Kozacy i miejscowi ruscy chłopi wymordowali załogę twierdzy, mieszkańców i okoliczną ludność oraz Żydów i duchowieństwo unickie, którzy schronili się w Humaniu (rzeź humańska). U schyłku Rzeczypospolitej stacjonowała tu 8 Brygada Kawalerii Narodowej.

### Ośrodek polski w zaborze rosyjskim
Po II rozbiorze Polski od 1793 w zaborze rosyjskim, jako siedziba powiatu humańskiego. W 1796 Stanisław Szczęsny Potocki założył dla żony Zofii Potockiej park, znany dziś jako Park Zofiówka. W latach 1815–1820 u Bazylianów w Humaniu uczyli się polscy romantyczni literaci, m.in. Józef Bohdan Zaleski, Seweryn Goszczyński i Michał Grabowski. W 1826 oddano do użytku nowy klasycystyczny kościół w Humaniu ufundowany przez Potockich. Po upadku powstania listopadowego dobra humańskie zostały odebrane Aleksandrowi Potockiemu przez cara rosyjskiego.
W okresie zaborów Humań stał się ważnym ośrodkiem szkolnym Polaków na wschodnim Podolu. W czasie zaborów naukę pobierali tu m.in. późniejsi polscy wojskowi (Wacław Budrewicz, Rajmund Duracz, Włodzimierz Hellmann, Edmund Malinowski, Franciszek Zieliński), pisarze (Marian Gorzkowski, Józef Jeżowski), ziemianie (Wojciech Zatwarnicki), lekarze (Fortunat Jurewicz, Ignacy Hoffman), profesorowie (Henryk Ułaszyn, Aleksander Kamiński, Leon Borowski), historycy (Edmund Liwski), działacze sportowi (Zenon Paruszewski), dziennikarze (Wacław Zagórski), prawnicy (Aleksander Dębski).
W 1897 r. mający 31 016 mieszkańców Humań był największym miastem Podola po Kamieńcu Podolskim. W wydanym w 1914 r. Przewodniku po ziemiach dawnej Polski, Litwy i Rusi Mieczysław Orłowicz podawał: "Humań, m. pow. gub. Kijowskiej z 34.000 m. Polaków  około 2.100. Ma kościół pokapucyński, Sąd Okręg. w gmachu pobazyliańskim, progimnazyum męskie i sławną szkołę rolniczą. Do zarządu tej ostatniej należy słynny ogród Zofijówka (...) Księgarnia polska Witkowskiej. Hotele w Humaniu: Europejski, Francuski".
W czasie I wojny światowej w 1915 adwokat Mirosław Sawicki założył tu Polskie Towarzystwo Pomocy Ofiarom Wojny w Humaniu.

### Okres walk o miasto i czasy ZSRR
7 kwietnia 1918 odbył się uroczysty przemarsz Wojska Polskiego przez Humań.
Podczas wojny ukraińsko-radzieckiej, oddziały Hryhorijewa w 1919 r. zamordowały 300–400 Żydów. Od 1922 do 1991 część ZSRR. W 1934 Sowieci odebrali kościół Wniebowzięcia NMP katolikom. Około 20 lipca 1941 r. NKWD zamordował w Humaniu ok. 700–800 więźniów doprowadzonych z Czortkowa.
Podczas okupacji hitlerowskiej, 1 października 1941 roku Niemcy utworzyli getto dla żydowskich mieszkańców. Przebywało w nim około 15000 osób. 10 kwietnia 1942 roku Niemcy zlikwidowali getto, a Żydów zamordowali poza miastem i w samym getcie. Sprawcami zbrodni byli policjanci z 304 batalionu policji, Sonderkommando 4b dowodzone przez SS-Sturmbannführer Güntera Herrmanna oraz litewska i ukraińska policja. 
W 1989 liczyło 90 596 mieszkańców.

### Czasy po uzyskaniu niepodległości przez Ukrainę
W 2013 liczyło 87 111 mieszkańców.
W nocy 27-28 kwietnia 2023 w rosyjskim ataku zginęły 23 osoby, w tym sześcioro dzieci.

## Zabytki
- park Zofiówka (koniec XVIII wieku) powstały z inicjatywy Stanisława Szczęsnego Potockiego[12], wojewody ruskiego, jako dar dla jego trzeciej żony, Zofii. Park miał 150 ha powierzchni i stanowił jeden z najpiękniejszych parków w Europie. Powstał nad malowniczym jarem rzeki Kamionka. W centrum wykopano dwa sztuczne stawy z różnicą poziomów 20 m. Budowniczy Ludwik Metzell opracował układ wodociągów, kanałów, wodotrysków, fontann i kaskad. Z Francji i Włoch sprowadzano marmury i gotowe rzeźby. Wybudowano altany, sztuczne groty; wytyczono aleje i ścieżki spacerowe z posągami, obeliskami, wazonami i platformami widokowymi. Park został skonfiskowany przez cara Mikołaja I za udział w powstaniu listopadowym Aleksandra Potockiego, syna Szczęsnego. W XIX wieku przeprowadzono zmiany, w 1841 roku wybudowano altanę chińską, klasycystyczny Pawilon Flory i Pawilon Różowy oraz bramę wjazdową z dwoma pawilonami odźwiernych. W czasach sowieckich Zofiówka utraciła wiele ze swego blasku; obecnie utrzymana jest w dobrym stanie i odwiedzana przez turystów
- Kościół katolicki pw. Wniebowzięcia NMP[4] (I poł. XIX w.)
- dawny klasztor bazylianów z lat 1765–1784
- hala targowa (II poł. XVIII w.)
- Sobór św. Mikołaja, wzniesiony w latach 1809–1812, katedra eparchii humańskiej
- dworzec kolejowy z 1890 r.
- kościół protestancki z końca XIX w.
- gmach gimnazjum żeńskiego z 1900 r.
- wieża ciśnień z pocz. XX w.
- grób Nachmana z Bracławia

Obiekty niezachowane:
- zamek
- Synagoga Nowobazarna w Humaniu
- Synagoga Starobazarna w Humaniu

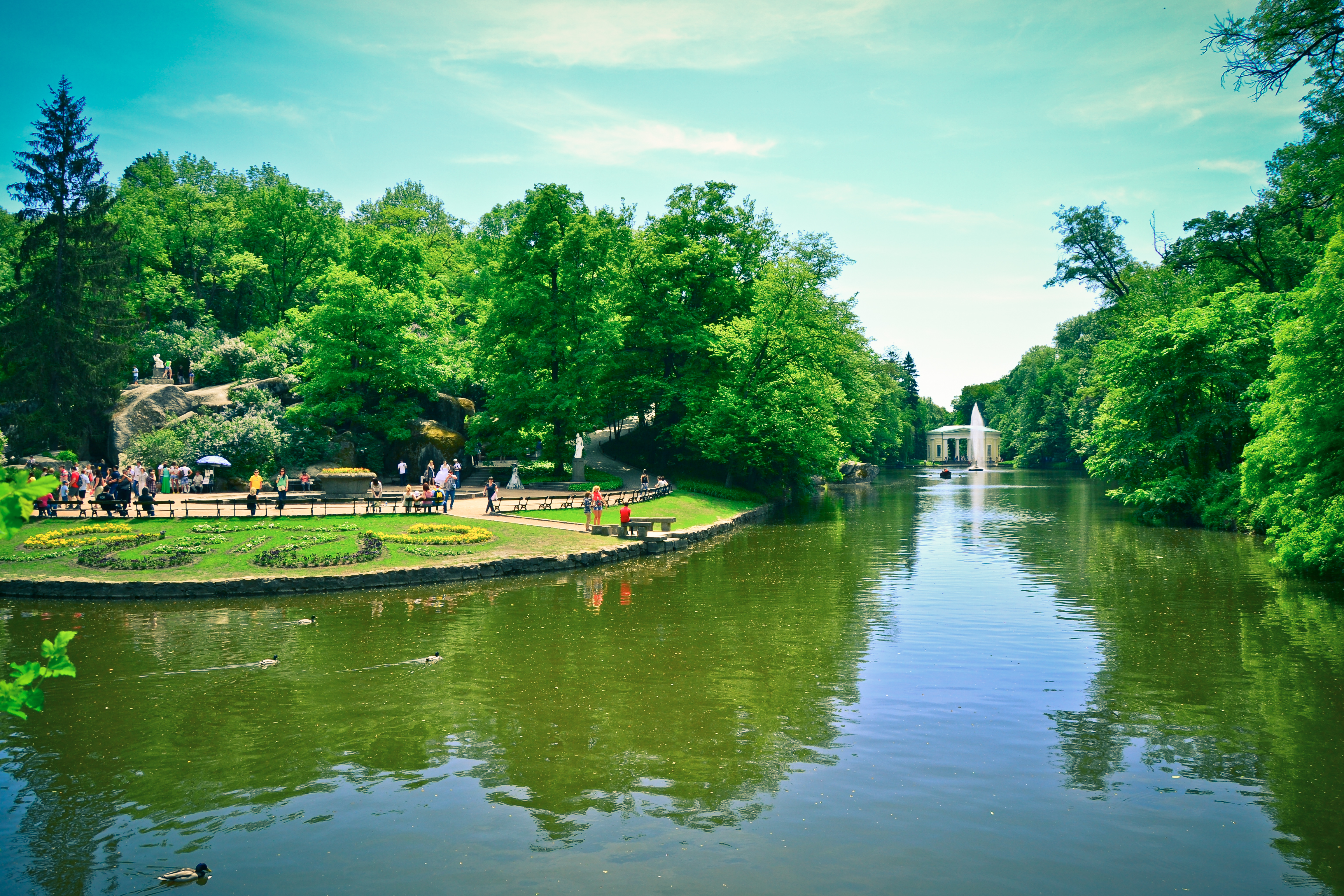
Park Zofiówka
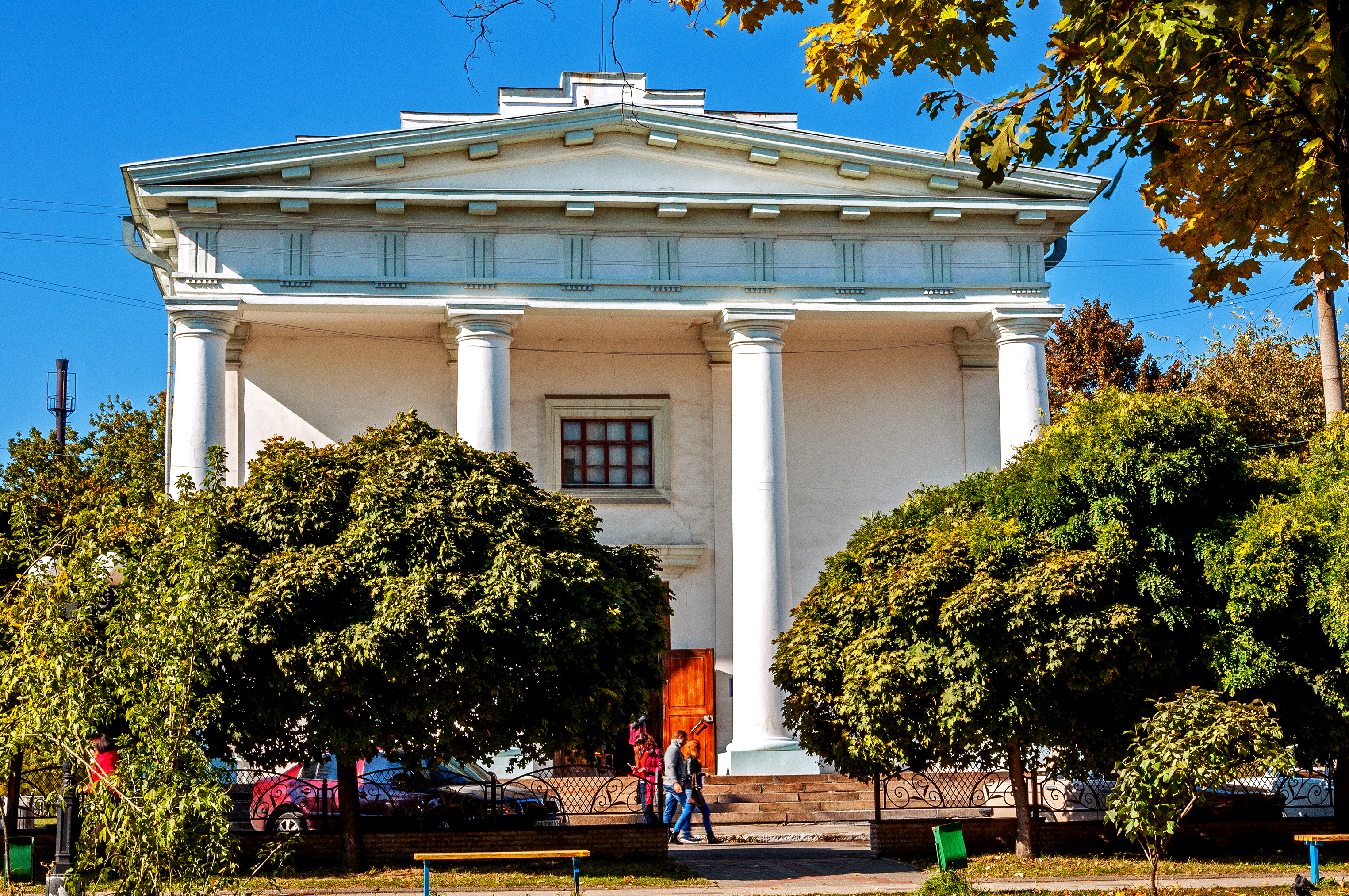
Kościół Wniebowzięcia NMP
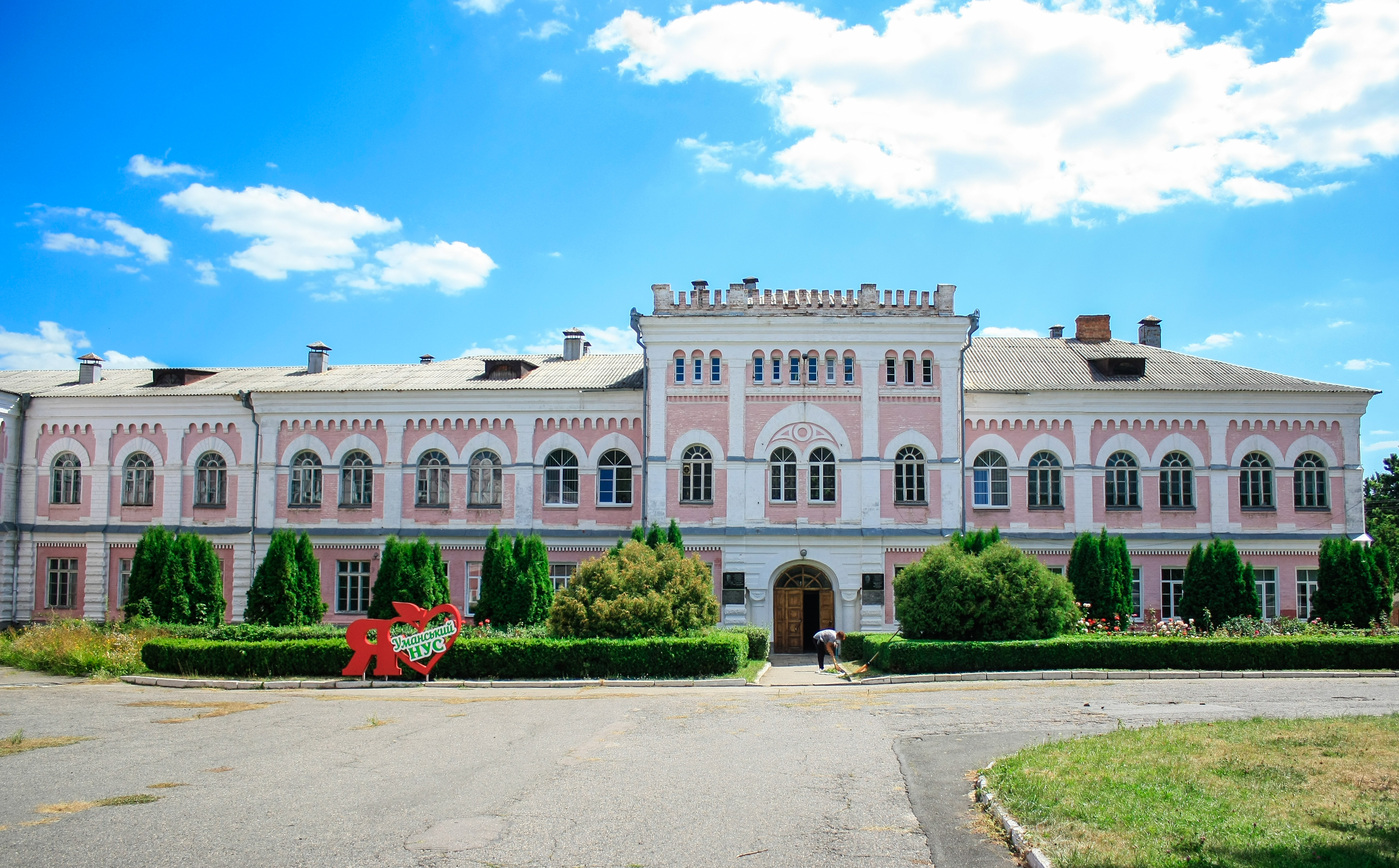
National University of Horticulture
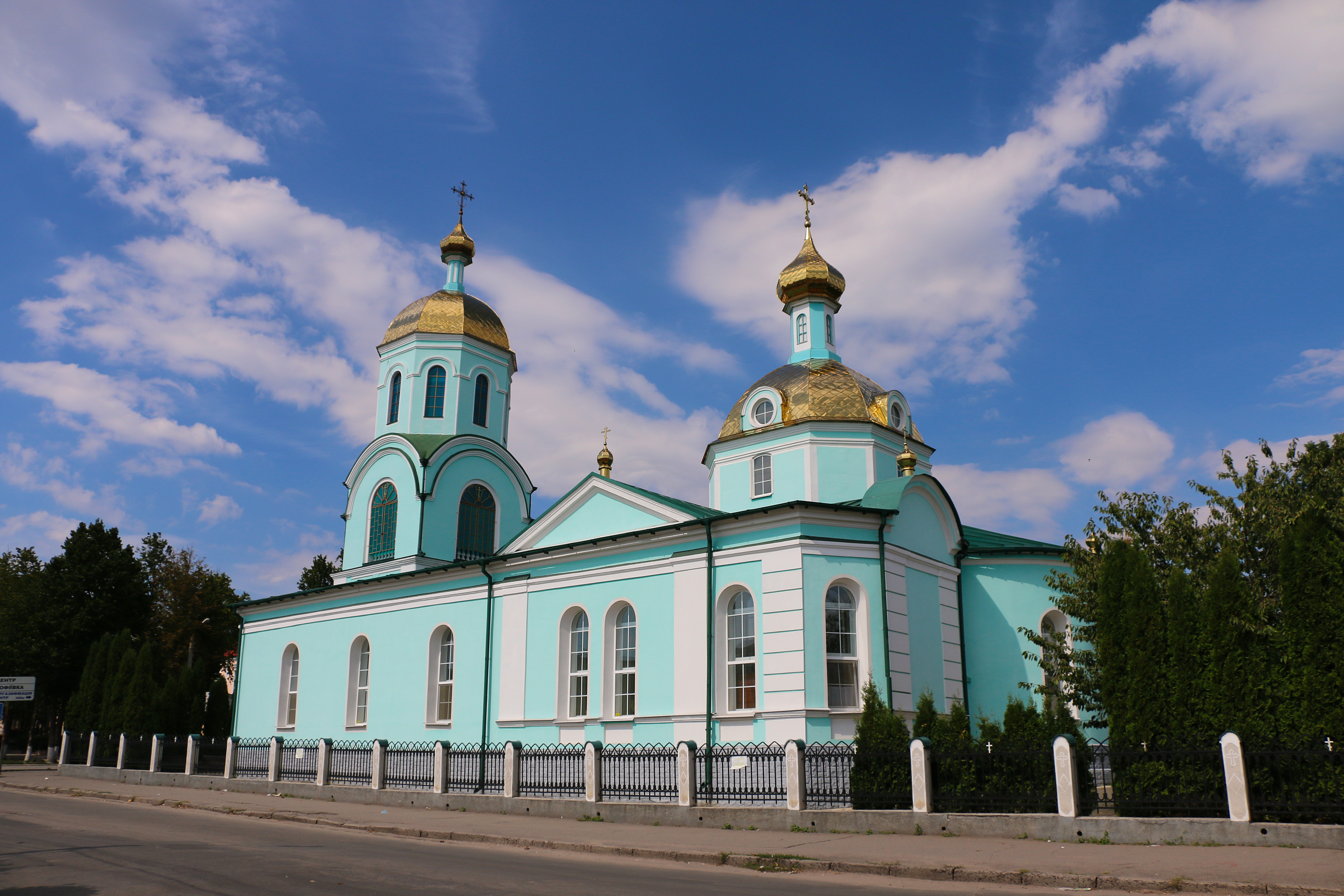
Sobór św. Mikołaja
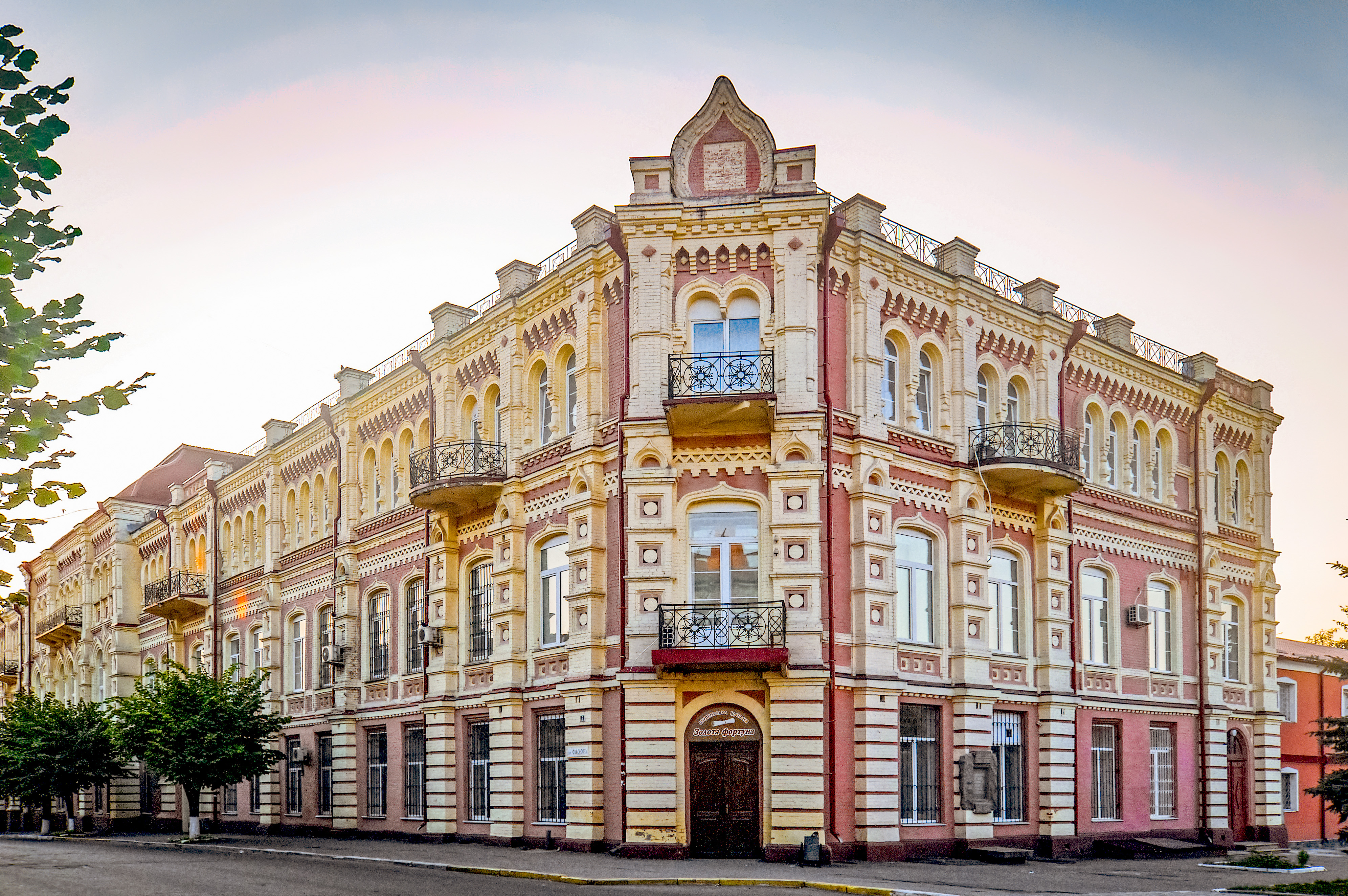
Sadova Street
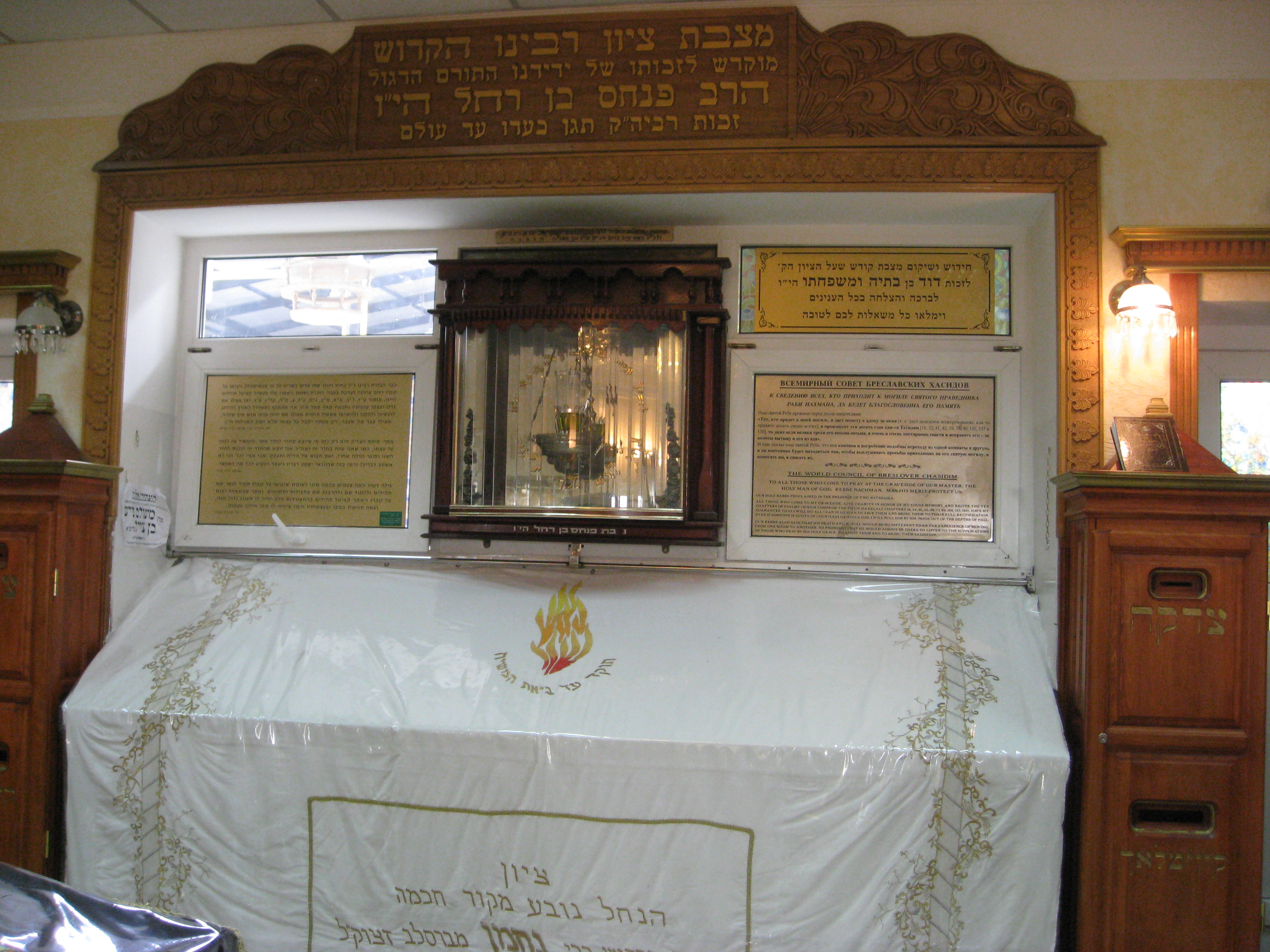
Grób Nachmana z Bracławia
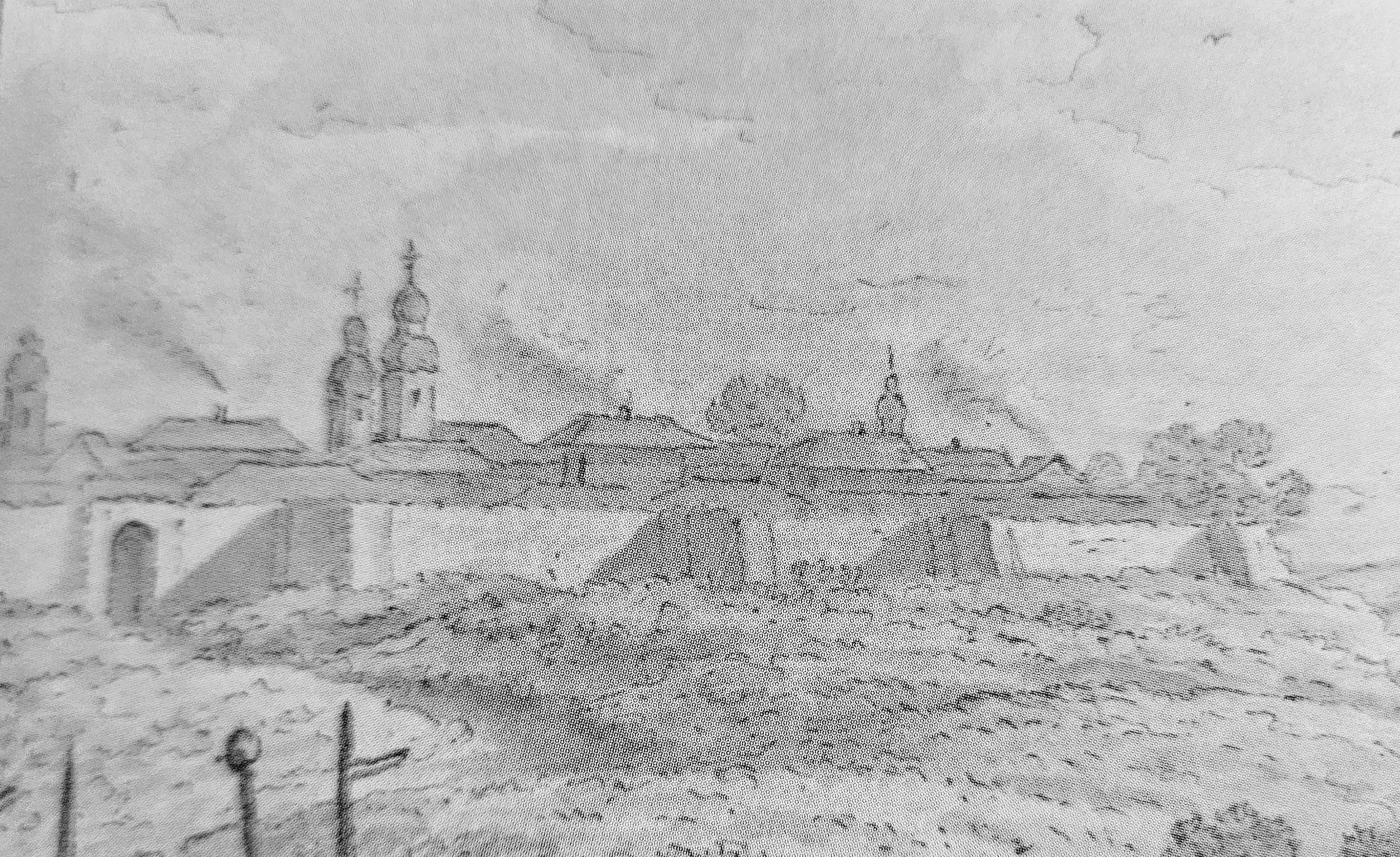
Humań około 1785 roku
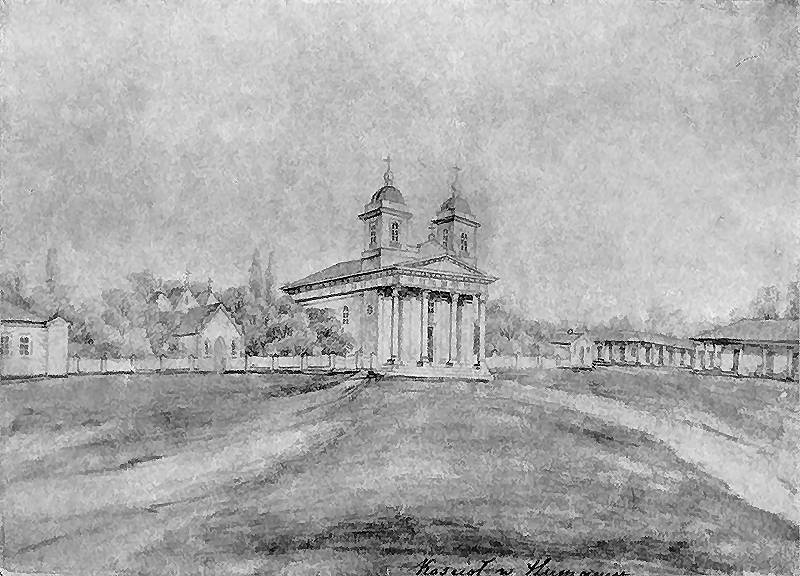
Kościół Wniebowzięcia NMP w 1870 r. na rysunku Napoleona Ordy
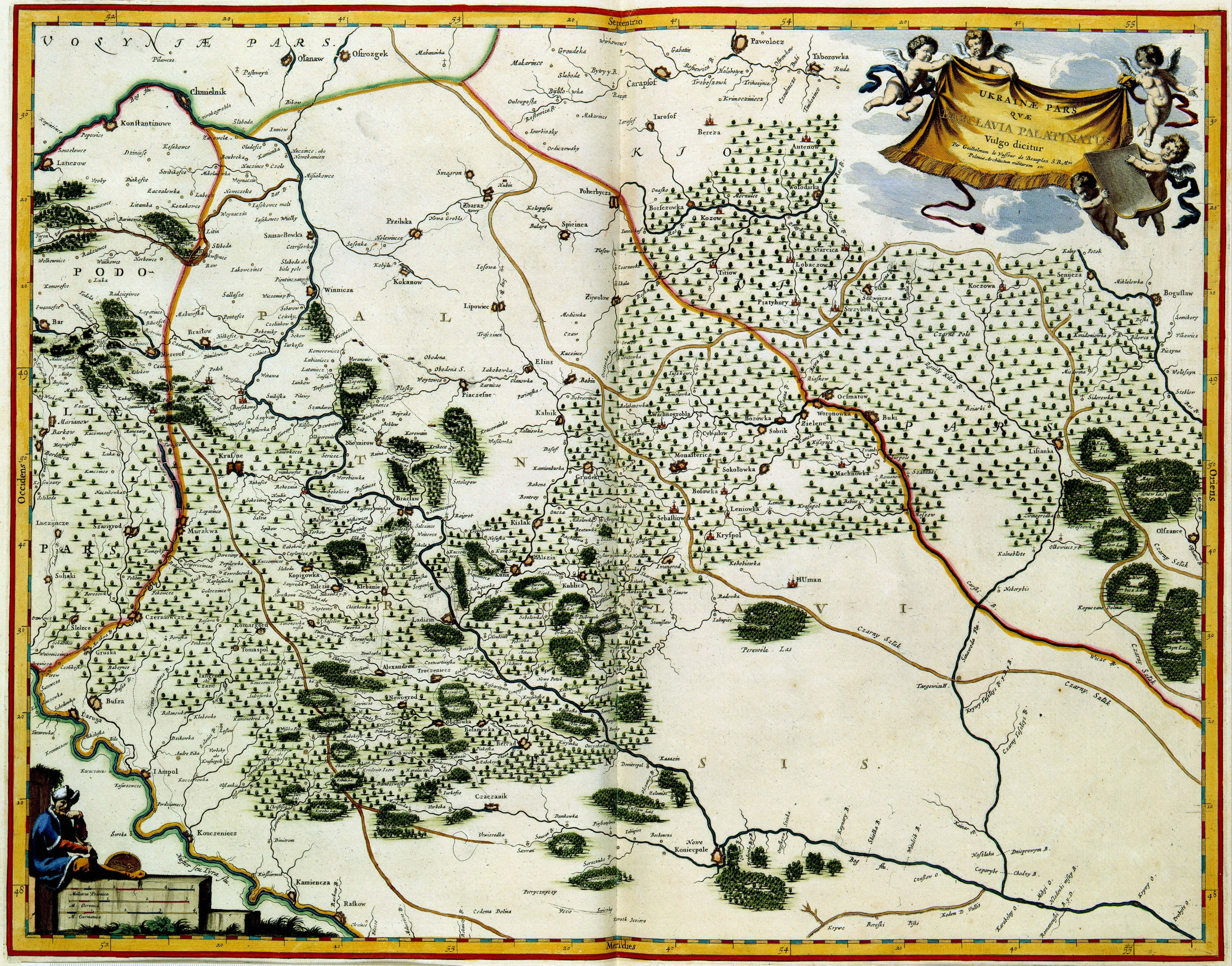
Mapa województwa bracławskiego z 1648 r. z Humaniem we wschodniej części województwa
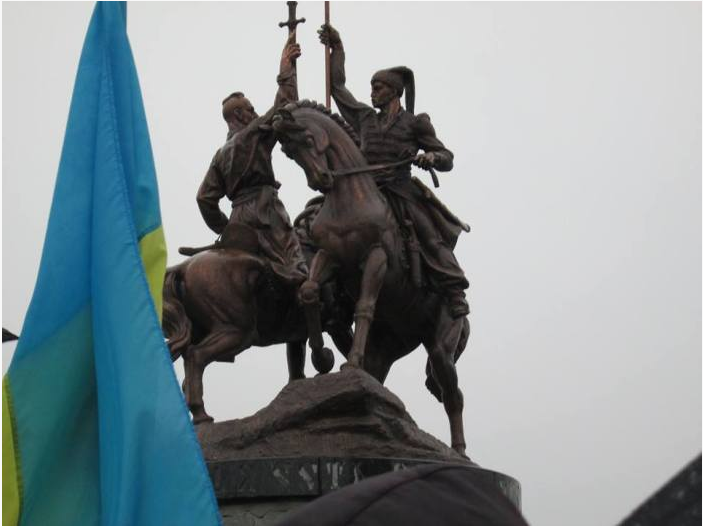
Pomnik Gonty i Żeleźniaka z 2015 r. - sprawców Rzezi humańskiej

## Osoby

### Urodzeni w Humaniu
- Leon Borowski – polski inżynier
- Włodzimierz Józef Dobrowolski – podpułkownik lekarz Wojska Polskiego
- Eugeniusz Dziewulski – polski dyrygent, kierownik muzyczny i dyrektor teatru, reżyser, scenograf
- Radosław Nowakowski – polski wojskowy, oficer Marynarki Wojennej, kawaler Orderu Virtuti Militari
- Aleksiej Radzijewski – radziecki dowódca wojskowy ukraińskiego pochodzenia, generał armii, Bohater Związku Radzieckiego
- Irena Sandecka – polska poetka, nauczycielka
- Witold Sawicki – polski harcmistrz i historyk prawa
- Iwan Skoropadski – kozacki hetman
- Stefan Tarnawski – polski lekarz wojskowy, generał brygady, żołnierz Armii Krajowej
- Mirosław Vitali – polski lekarz
- Janusz Julian Wierusz-Kowalski – polski działacz polityczny, instruktor harcerski
- Stefan Wolski – polski poeta i prozaik, adwokat

### Związani z Humaniem
- Józef Jeżowski – polski filolog klasyczny, poeta, tłumacz, współzałożyciel Towarzystwa Filomatycznego
- Nachman z Bracławia – rabin chasydzki
- Zofia Potocka – polska arystokratka (tytułowana hrabiną), stambulska kurtyzana pochodzenia greckiego, według legendy niewolnica sułtana, metresa wielu osobistości
- Edward Przewóski – polski adwokat i publicysta
- Mirosław Sawicki – polski adwokat i działacz harcerski
- Michał Sierakowski – polski biskup rzymskokatolicki, proboszcz w Humaniu
- Iwan Skoropadski – hetman Lewobrzeżnej Ukrainy
- Oskar Żawrocki – polski działacz harcerski

## Miasta partnerskie
- Częstochowa, Polska
- Gniezno, Polska
- Kórnik, Polska
- Łańcut, Polska
- Szprotawa, Polska
- Botoszany, Rumunia
- Aszkelon, Izrael
- Nof ha-Galil, Izrael
- Safed, Izrael
- Davis, Stany Zjednoczone
- Milford Haven, Wielka Brytania
- Romilly-sur-Seine, Francja
- Haapsalu, Estonia
- Radziwiliszki, Litwa
- Batumi, Gruzja